# Kondwani Mtonga
Kondwani Mtonga (sinh ngày 12 tháng 2 năm 1986) là một cầu thủ bóng đá người Zambia thi đấu cho Zesco United ở Giải bóng đá ngoại hạng Zambia.

## Sự nghiệp

### Câu lạc bộ
Mtonga bị loại khỏi toàn bộ mùa giải Indian Super League 2015 sau khi dính chấn thương đầu mùa giải.

### Quốc tế
Mtonga khởi đầu sự nghiệp với Zamtel Ndola năm 2007 trước khi gia nhập Zesco United năm 2008. Năm 2013, Mtonga được nhắm bởi câu lạc bộ Ligue 1 Sochaux. Tuy nhiên, không có thương vụ nào xảy ra.

## Quốc tế
Mtonga thi đấu quốc tế cho Zambia kể từ năm 2009.